# Art of Trance
Simon Paul Berry ist ein britischer Trance-Künstler, der vor allem unter seinem Pseudonym Art of Trance bekannt ist. Er hat außerdem unter den Pseudonymen Poltergeist und Vicious Circles produziert und war Mitglied der Gruppen Clanger, Conscious und Union Jack.

## Leben und Karriere
Simon Berry veröffentlichte mit Deeper than Deep seine ersten Produktionen 1993 auf Platipus Records. Seine zweite Produktion Vicious Circles erschien unter dem Pseudonym Poltergeist. Der Song wurde von Carl Cox geremixt, 1995 neuveröffentlicht und erreichte schließlich Position 32 in den UK-Singlecharts.
1996 erschien sein Debütalbum Wildlife on One, von dem weltweit mehr als 30.000 Kopien verkauft wurden. Die bekannteste Single von Art of Trance ist Madagascar, die mehrmals veröffentlicht wurde und insgesamt dreimal in den britischen Singlecharts platziert war.

## Diskografie

### Alben
- 1996: Wildlife on One
- 1999: Voice of Earth
- 2009: Retrospective

### Singles
- 1993: Deeper than Deep
- 1993: Vicious Circles (als Poltergeist)
- 1993: Cambodia
- 1993: Gloria
- 1993: The Colours
- 1995: Octopus/Orange
- 1996: Wildlife on One
- 1997: Kaleidoscope
- 1998: Madagasga
- 1999: Breath
- 1999: Easter Island
- 1999: Madagascar
- 2000: Vicious Circles (als Vicious Circles)
- 2000: Monsoon
- 2001: Killamanjaro
- 2002: Love Washes Over
- 2004: Mongoose
- 2004: Turkish Bizzare
- 2005: Madagascar/Monsoon
- 2006: Persia
- 2009: Swarm
- 2011: The Horn

### Remixe (Auswahl)
- 1994: Velocity – Lust
- 2001: Moogwai – The Labyrinth
- 2002: Indiana – Do You Hear Me?
- 2002: John Occlusion vs. Johen – Psycho Drums
- 2003: Jan Johnston – Calling Your Name
- 2004: Tekara – Wanna Be an Angel
- 2011: Steve Jablonsky – Arrival to Earth (mit Exist & Arjen van der Hoek)